# Питер из Икхэма
Питер из Икхэма (англ. Peter of Ickham, фр. Pierre de Yckeham, лат. Petrus de Ykham, ум. 4 мая 1295) — английский хронист, богослов и правовед, монах-бенедиктинец приората Кентерберийского собора, автор «Хроники королей Англии» (лат. Chronicon de Regibus Angliae), или «Собрания деяний бриттов и англов» (лат. Compilatio de gestis Britonum et Anglorum).

## Биография
Вероятно, был выходцем из деревни Икхэм, недалеко от Кентербери (совр. район Сити-оф-Кентербери, графство Кент).
Учился в Парижском университете, где изучал теологию у известного богослова Филиппа де Грева, бывшего в 1217—1236 годах канцлером Собора Парижской Богоматери. По словам французского археолога XIX века Феликса Лажара, приглашен был во Францию самим королём Филиппом III (1270—1285).
Вернувшись из Парижа, около 1264 года стал монахом приората бенедиктинцев в Кентербери. После отстранения в 1272 году папой Григорием X избранного незадолго до этого  архиепископом приора Кентерберийского собора Уильяма Чиллендена, исполнял в приорате судебные функции.
Согласно некрологу Кентерберийского аббатства, составленному Томасом Коустоном и сохранившемуся в библиотеке Ламбетского дворца в Лондоне, Питер из Икхэма умер в 1289 году, однако ещё в 1294 году последний фигурирует в списке монахов этой обители. В другой рукописи из монастырской библиотеки, изданной церковным историком XVII века Генри Уортоном, записано, что он умер в 1295 году.

## Сочинения
Из десяти книг Питера из Икхэма, сохранившихся в монастырской библиотеке, семь посвящено церковному и гражданскому праву.
Однако наиболее известным его трудом считается компилятивная «Хроника королей Англии» (лат. Chronicon de Regibus Angliae), или «Собрание деяний бриттов и англов» (лат. Compilatio de gestis Britonum et Anglorum), излагающая события со времён Брута Троянского до правления Эдуарда I. Историки XVI века Джон Бойл и Артур Питс утверждали, что оно составлено было в 1274 году в приорате Кентербери, ссылаясь на сочинение королевского антиквария Джона Лиланда Collectanea (1533—1536), однако в опубликованных редакциях труда Лиланда соответствующая запись отсутствует.
Основными источниками для этого довольно путаного в изложении фактов и в хронологическом отношении латинского сочинения, впервые приписанного Питеру из Икхэма лишь в эпоху Тюдоров архиепископом Кентерберийским Мэттью Паркером и кембриджским медиком и антикварием Джоном Кайусом, послужили «Церковная история народа англов» Беды Достопочтенного, «История английских королей» Уильяма Мальмсберийского, «История королей Британии» Гальфрида Монмутского, «История англов» Генриха Хантингдонского и «Исторический компендиум» Петра из Пуатье, а также «Большая хроника» Матвея Парижского и «Зерцало историческое» Винсента из Бове. Анализ текста хроники показывает, что она могла быть частично составлена не в Кентербери, а в Вустере.
Хроника сохранилась в 13 фрагментах и рукописях с продолжениями, оканчивающихся между 1272 и 1483 годами, которые хранятся в собрании Коттона Британской библиотеки, библиотеке Ламбетского дворца в Лондоне, Бодлианской библиотеке Оксфордского университета, библиотеке Куинз-колледжа в Оксфорде, Библиотеке Паркера Колледжа Корпус-Кристи Кембриджского университета, библиотеках Тринити-колледжа и Эммануил-колледжа в Кембридже и др. собраниях.
Дж. Бойл и А. Питс приписывали Питеру из Икхэма также некую «генеалогию королей Британии и Англии», написанную ещё во время его пребывания в Париже на англо-норманском языке.  Её можно отождествить с двумя анонимными хрониками Le livere de reis de Brittaine и Le livere de reis de Engleterre, охватывающими историю английских правителей со времён легендарного Брута до 1274 года. Они опубликованы были в 1865 году в Лондоне Джоном Гловером в серии Rolls Series.